# Vulcaniella klimeschi
Vulcaniella klimeschi ist ein Schmetterling (Nachtfalter) aus der Familie der Prachtfalter (Cosmopterigidae).

## Merkmale
Die Falter erreichen eine Flügelspannweite von 7 bis 9 Millimeter. Der Kopf ist bronzefarben. Thorax und Tegulae glänzen dunkel goldbraun und sind jeweils hinten weiß gesäumt. Vulcaniella klimeschi hat ähnlich gezeichnete Vorderflügel wie Vulcaniella grabowiella.
Bei den Männchen ist das rechte Brachium gekrümmt und distal verengt. Das linke Brachium ist leicht gebogen und hat einen rundlichen Apex. Die Valven sind parallelwandig und ziemlich breit. Die rechte Valvella ist etwas kürzer als der distale Teil des Aedeagus und sehr kräftig. Sie verjüngt sich distal zu einem rundlichen Apex. Die linke Valvella ist länglich dreieckig. Der distale Teil des Aedeagus verjüngt sich distal allmählich.
Die Genitalarmatur der Weibchen ähnelt der von Vulcaniella grabowiella, hat aber eine V-förmige Antevaginalplatte, die Sklerotisierung am hinteren Ende des 7. Sternit ist sackförmig und der Ductus bursae ist nur halb so lang wie das Corpus bursae.

### Ähnliche Arten
Vulcaniella klimeschi hat ähnlich gezeichnete Vorderflügel wie Vulcaniella grabowiella, an der Vorderflügelbasis befindet sich aber ein kleiner weißer Fleck. Zur sicheren Artbestimmung ist eine Untersuchung der Genitalien erforderlich.

## Verbreitung
Vulcaniella klimeschi wurde in Mazedonien, Griechenland und auf Kreta nachgewiesen.

## Biologie
Die Raupen entwickeln sich in den Blättern von Salvia ringens in einer beidseitigen Platzmine. Die Mine beginnt als dunkler Fraßgang an der Blattmittelrippe. Sie wird später als Platzmine fortgesetzt, die innen mit Seide ausgekleidet ist und keinen Raupenkot enthält. Am Beginn der Mine fertigen die Raupen ein Seidengespinst an, welches mit Raupenkot bedeckt ist. In Griechenland und auf Kreta wurden Falter in der ersten Junihälfte gesammelt.

## Systematik
Aus der Literatur ist das folgende Synonym bekannt:
- Stagmatophora klimeschi Riedl, 1966

## Belege
1. 1 2 3 4 5 6 7  J. C. Koster, S. Yu. Sinev: Momphidae, Batrachedridae, Stathmopodidae, Agonoxenidae, Cosmopterigidae, Chrysopeleiidae. In: P. Huemer, O. Karsholt, L. Lyneborg (Hrsg.): Microlepidoptera of Europe. 1. Auflage. Band 5. Apollo Books, Stenstrup 2003, ISBN 87-88757-66-8, S. 158 (englisch).
2. 1 2  Vulcaniella klimeschi bei Fauna Europaea. Abgerufen am 5. März 2012